# Neu Ulm Challenger 1984
Il Neu Ulm Challenger 1984 è stato un torneo di tennis facente parte della categoria ATP Challenger Series nell'ambito dell'ATP Challenger Series 1984. Il torneo si è giocato a Nuova Ulma in Germania dal 30 luglio al 5 agosto 1984 su campi in terra rossa.

## Vincitori

### Singolare
Kent Carlsson ha battuto in finale  Raúl Viver con il punteggio di 6–3, 6–1

### Doppio
Stefan Hermann /  Brian Levine hanno battuto in finale  Eduardo Oncins /  Fernando Roese con il punteggio di 6–4, 7–5